# Sveta Petka (ort)
Sveta Petka (makedonska: Света Петка) är en ort i Nordmakedonien. Den ligger i kommunen Sopište, i den centrala delen av landet, 10 kilometer sydväst om huvudstaden Skopje. Sveta Petka ligger 712 meter över havet och antalet invånare är 590.